# 南非航空

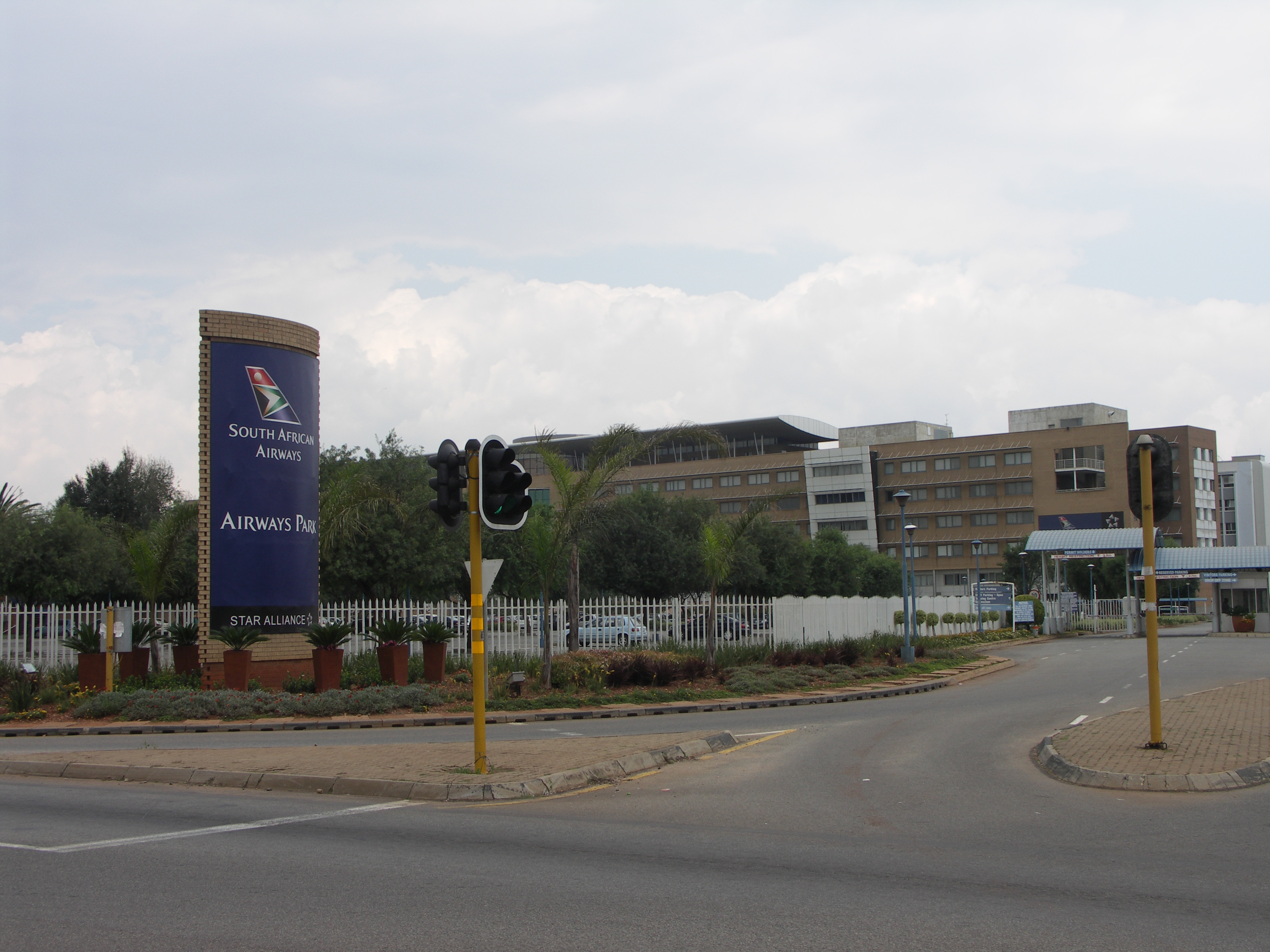
Airways Park，南非航空的总部。

南非航空，是南非最大的國際航空公司。以約翰内斯堡為樞紐。在95年以前機上常見南非語名縮寫SAL（的縮寫），但現在在飛機上只會出現South African塗裝字樣。

## 歷史
1934年，一家名为聯盟航空的航空公司被南非政府購入，並且在2月1日重新命名為南非航空公司。服務的第一個城市是開普敦、德班和約翰内斯堡。從1932年2月1日起，南非航空公司提供從溫得和克至金伯利之間航空郵政服務的非洲航線。在1930年時，南非航空開始飛往肯亞和烏干達而進入了國際市場。在1945年南非航空開拓了歐洲航線。1970年期間開拓了亞洲航線，是公司主要發展的開始。1980年，南非航空建立台北至南非航線。因為南非種族隔離制度的關係，南非航空在1980年代時停止了南美洲和澳洲航線。但是在事件之後南非航空陸續擴大南美洲的航線版圖。2007年7月8日建立布宜諾斯艾利斯航線。从2023年2月14日周二开始，南非航空公司每周运营三次赴塔那航班。航班日期为每周二、周四和周日，来回于约翰内斯堡和塔那。因新冠疫情暂停三年后，南非的Airlink于1月30日恢复了飞往塔那那利佛的商业航班。开始是每周一一班，现在增加到每周三次。该公司还计划随需求增加航班。此外，马政府目前正在考虑批准图里亚和开普敦之间的新航线。

### 財務危機（2012年至今）
南非政府曾計劃，將南非航空停止運營，並將在南非航空的基礎下成立新的載旗航空公司。清盤程序原定於5月8日開始，但由於清盤人與南非航空員工之間的法律糾紛而無限期地拖延整個清盤程序。

## 聯盟
2006年4月10日，南非航空公司正式加入星空聯盟，成為非洲地區首間加盟航空聯盟的航空公司。

## 航點
南非航空洲際航線目的地包括聖保羅、紐約、華盛頓、倫敦、法蘭克福、慕尼黑及珀斯等世界知名城市。

## 機隊

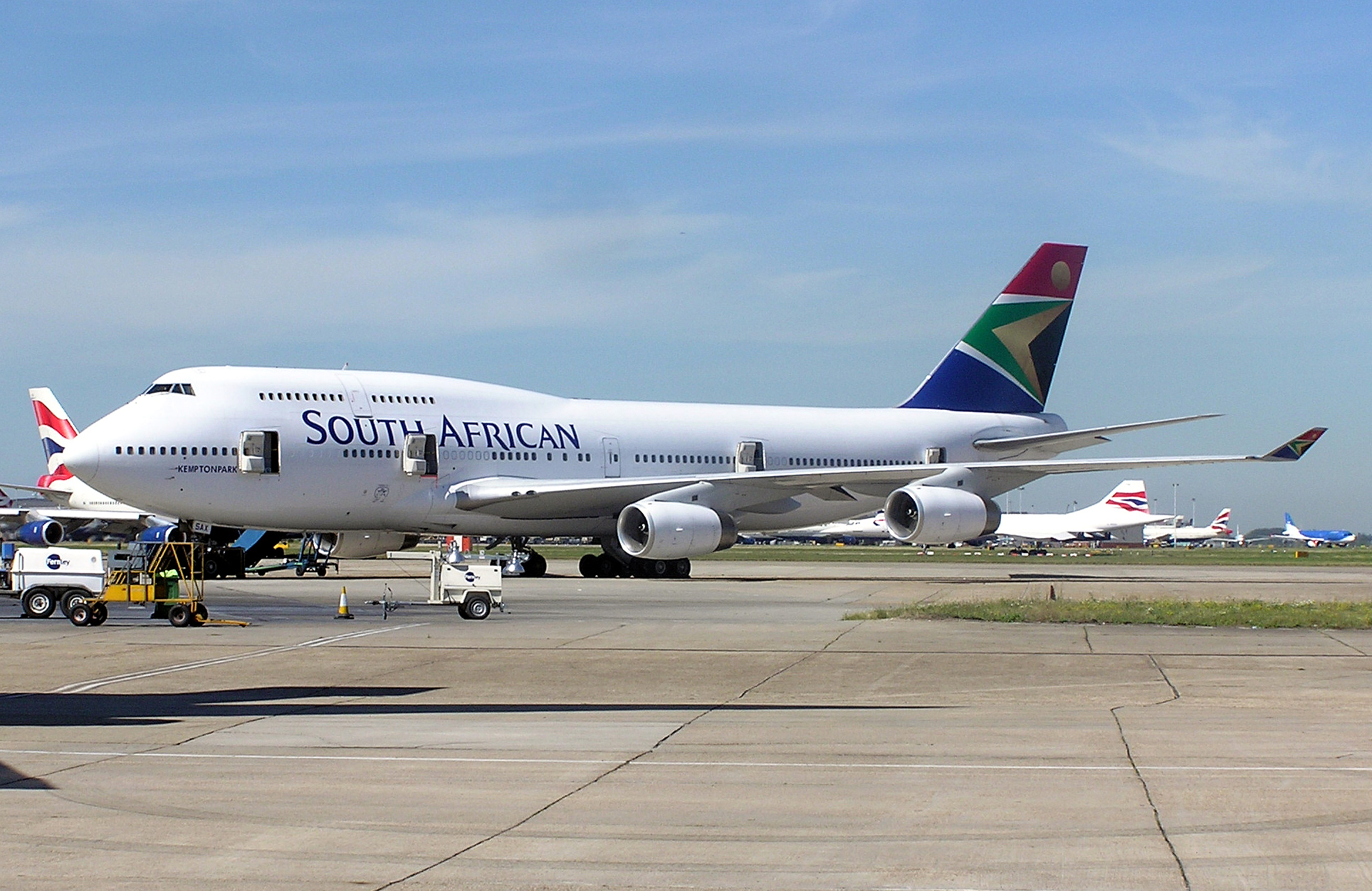
南非航空波音747-400於倫敦希斯洛機場（已退役）

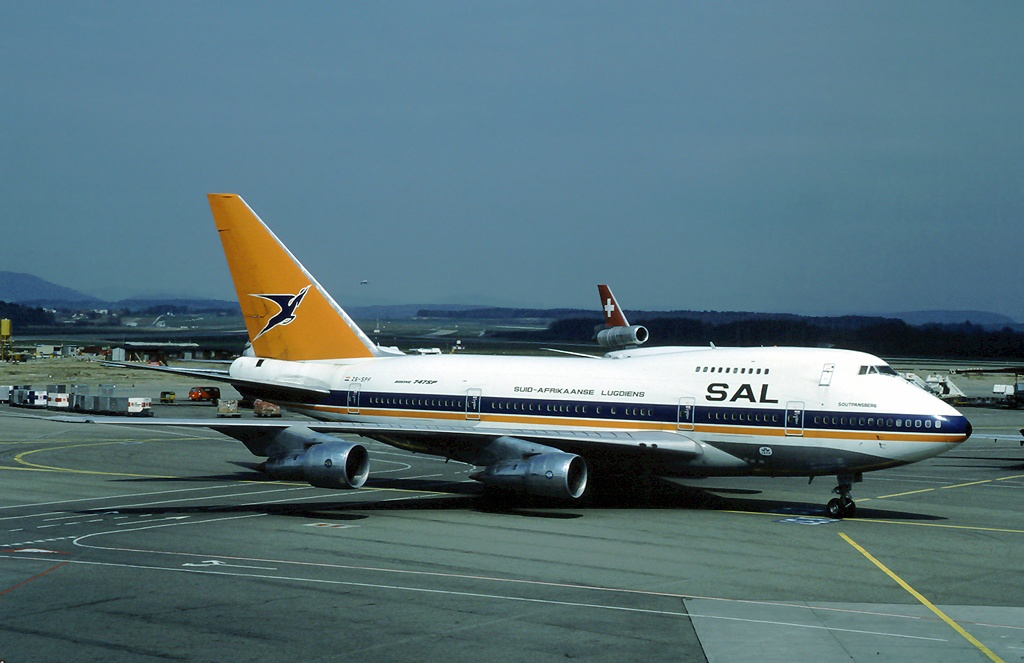
南非航空波音747SP（機身上寫有南非航空的南非語全名）在蘇黎世機場

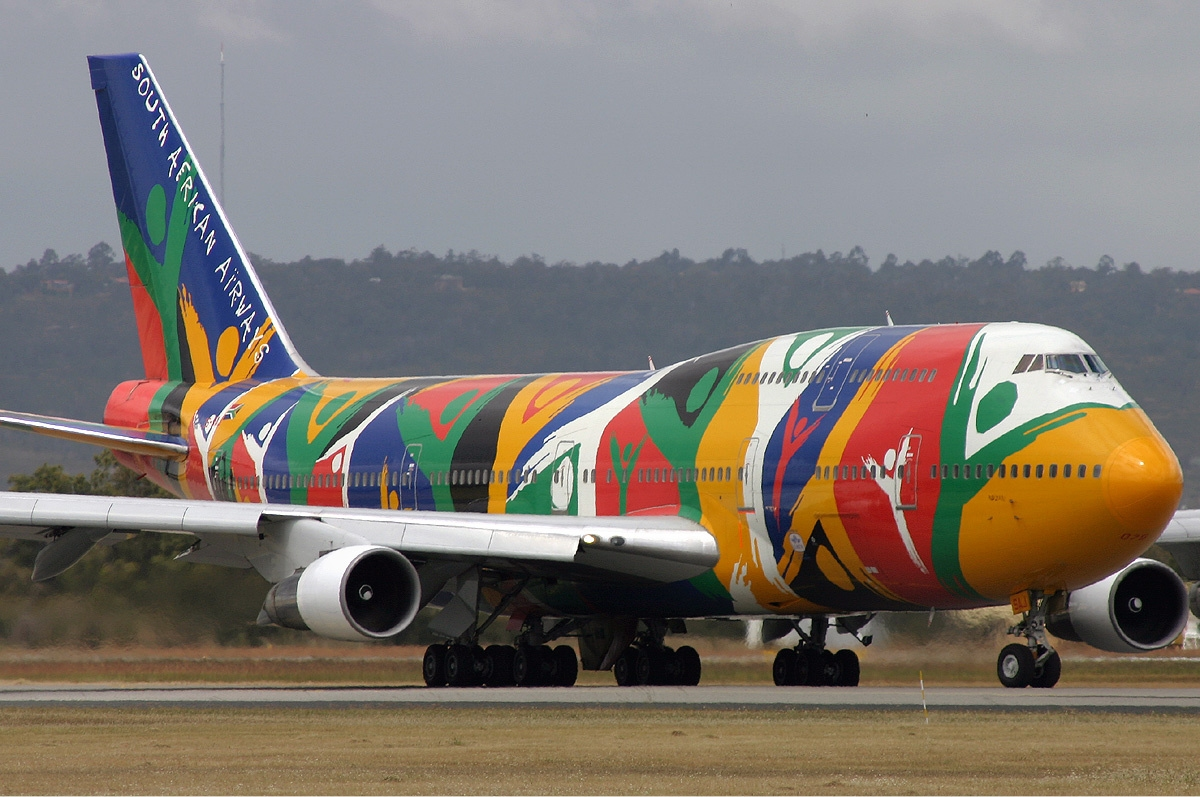
南非航空波音747-300塗上宣傳1996年奧運會南非代表隊的彩繪「Ndizani」（祖魯語意為「我们在飞行」）

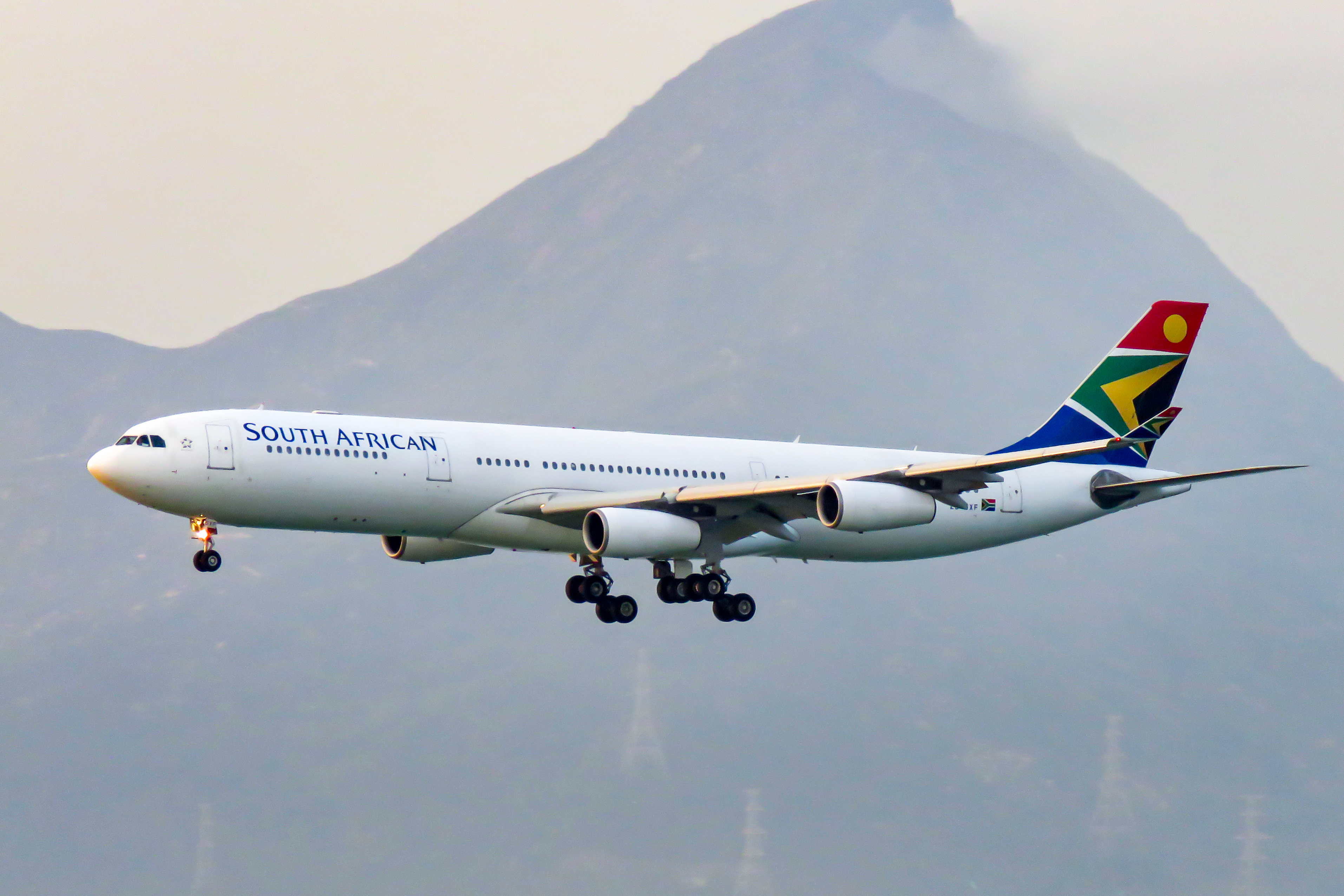
南非航空的一架空巴A340-313E即將降落在香港國際機場

截至2023年2月，詳情如下：
（南非航空多數均使用空中巴士飛機）

## 事件
- 南非航空1951號班機

在1951年10月15日，南非航空道格拉斯DC-3型客機航行於伊莉莎白港至德班的途中墜毀，機上17人全部罹難。
- 南非航空201號班機

在1954年4月8日南非航空201號班機在義大利外海墜毀，機上21人全部罹難。
- 南非航空295號班機

在1987年11月28日南非航空295號，飛機編號ZS-SAS(代號：海德堡)波音747-244型客機由台北，經由模里西斯前往約翰尼斯堡的途中，在距離模里西斯東北方約265公里的外海處，由於機艙起火墜毀於印度洋。在長達10多年間的事件調查當中，當初的調查小組和南非新政府證實南非航空295號確實是因為飛機貨艙起火造成墜毀，調查報告顯示出當時客機貨艙名單裡並沒有出現疑似會造成起火的物質；但又有另一派說法指出，當時正與安哥拉作戰的南非政府利用南非航空取代南非政府軍機載運違禁軍事用品導致起火，但確實造成南非航空295號起火的原因卻至今無法查明。此次事件造成機上159人全部罹難。
- 南非航空322號班機

在2006年6月17日，南非航空322號波音737-800型客機遭遇劫機事件，劫機客將空服員作為人質並強行進入飛機的駕駛艙，但劫機客於開普敦至約翰内斯堡的途中被壓制，班機最後安全降落開普敦國際機場。

## 獎項

### Skytrax 评估
- 2007年：四星級航空公司

## 外部連結
- 南非航空中文首頁* 南非航空（页面存档备份，存于） (Mobile)